# Leucochrysa (Leucochrysa) christophei
Leucochrysa (Leucochrysa) christophei is een insect uit de familie van de gaasvliegen (Chrysopidae), die tot de orde netvleugeligen (Neuroptera) behoort. 
Leucochrysa (Leucochrysa) christophei is voor het eerst wetenschappelijk beschreven door Banks in 1938.